# Žukovo

Lega kraja v Atlasu okolja

Žukovo je vas v Občini Ribnica, ki leži visoko na delno zakraselem pobočju Male gore, blizu ceste Ortnek - Grmada. Na jugovzhodu je vrh Petelinjek (877 m).